# Sin Sang-gyu
Sin Sang-gyu (kor. 신 상규; ur. 2 maja 1968) – południowokoreański zapaśnik w stylu wolnym. Olimpijczyk z  Barcelony 1992, gdzie zajął ósme miejsce w kategorii 62 kg.
Zajął jedenaste miejsce na mistrzostwach świata w 1991. Brąz na igrzyskach azjatyckich w 1990 i na mistrzostwach Azji w 1992.